# Irregularininae
Irregularininae es una subfamilia de foraminíferos bentónicos de la Familia Parathuramminidae, de la Superfamilia Parathuramminoidea, del Suborden Fusulinina y del Orden Fusulinida. Su rango cronoestratigráfico abarca desde el Givetiense (Devónico medio) hasta el Viseense (Carbonífero inferior).

## Discusión
Algunas clasificaciones más recientes incluyen Irregularininae en la Familia Irregularinidae, de la Superfamilia Irregularinoidea, del Suborden Parathuramminina, del Orden Parathuramminida, de la Subclase Afusulinina y de la Clase Fusulinata.

## Clasificación
Irregularininae incluye a los siguientes géneros:
- Irregularina †
- Pachythurammina †
- Palachemonella †

Otros géneros considerados en Irregularininae son:
- Corbiella †, aceptado como Irregularina
- Corbis †, aceptado como Irregularina
- Kalijanella †, aceptado como Pachythurammina